# Saint-Bazile
Saint-Bazile – miejscowość i gmina we Francji, w regionie Nowa Akwitania, w departamencie Haute-Vienne. Nazwa miejscowości pochodzi od imienia św. Bazylego.
Według danych na rok 1990 gminę zamieszkiwało 147 osób, a gęstość zaludnienia wynosiła 17 osób/km² (wśród 747 gmin Limousin Saint-Bazile plasuje się na 474. miejscu pod względem liczby ludności, natomiast pod względem powierzchni na miejscu 586.).

## Populacja

Populacja Saint-Bazile w latach 1962–2008